# Geocentrismo

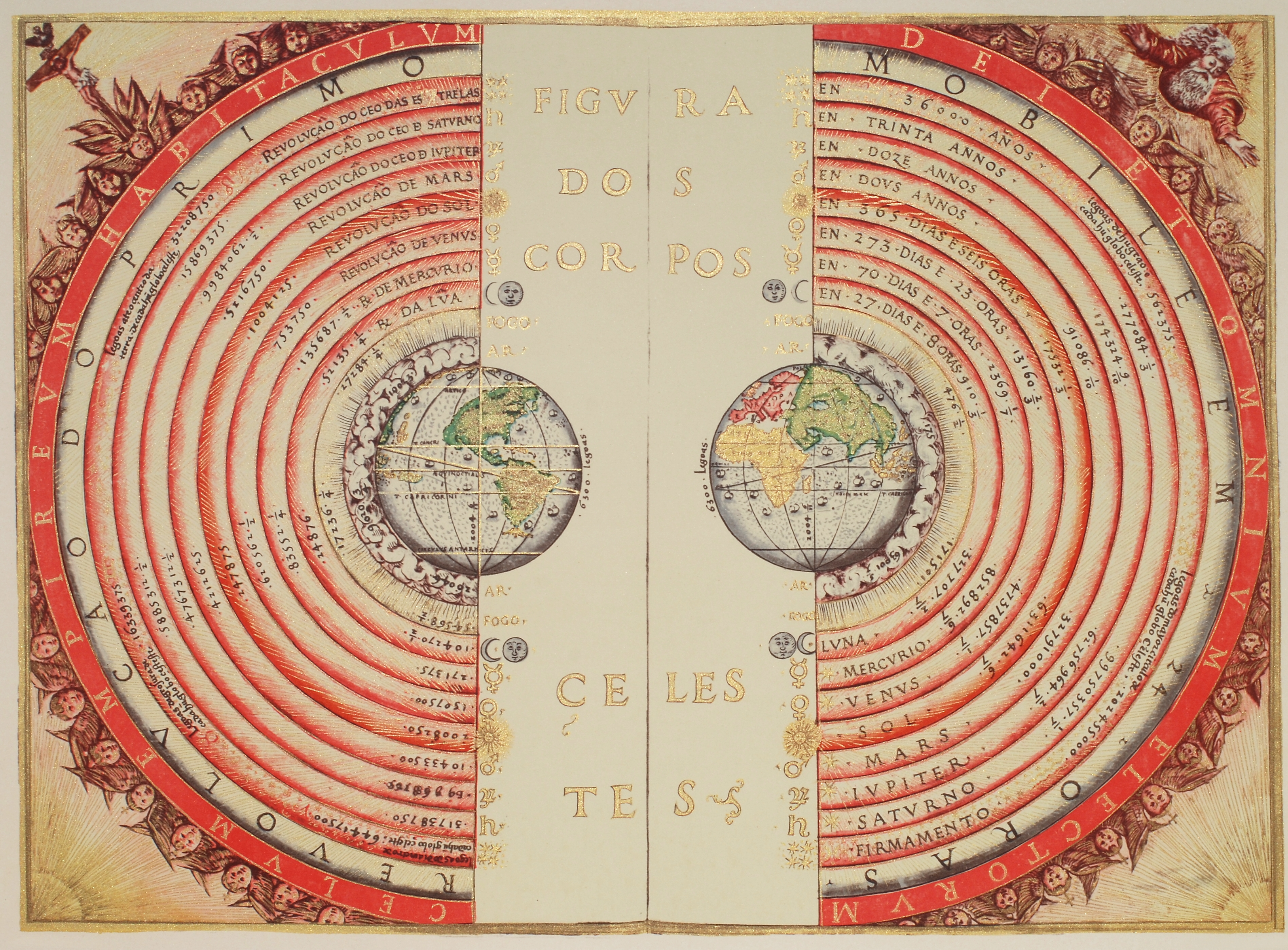
Modelo geocêntrico segundo Bartolomeu Velho, 1568

A teoria do universo geocêntrico ou geocentrismo é o modelo cosmológico mais antigo. Na Antiguidade era raro quem discordasse dessa visão; e entre os filósofos que defendiam esta teoria, o mais conhecido era Aristóteles. Foi o matemático e astrônomo grego de Alexandria Ptolemeu (90-168 d.C.) que, na sua obra "Almagesto", deu a forma final a esta teoria, que se baseia na hipótese de que o planeta Terra estaria fixo no centro do Universo com os corpos celestes, inclusive o Sol, girando ao seu redor. O geocentrismo antigo não se confunde com um perspectivismo, pois a antiga crença não envolvia apenas um mero ponto de observação, mas a ideia de que o universo era relativamente limitado, com o Planeta Terra ao seu centro.
A visão geocêntrica predominou no pensamento humano até o resgate, feito pelo astrônomo e matemático polonês Nicolau Copérnico (1473-1543), de uma hipótese igualmente antiga, a hipótese heliocêntrica, criada pelo astrônomo grego Aristarco de Samos (310-230 a.C.).

## Origem filosófica do geocentrismo
Os filósofos da Grécia Antiga haviam percebido que, embora o mundo fosse formado por objetos dos mais distintos, havia algo em comum na matéria que os compunha. Dessa forma, por exemplo, uma árvore e uma tábua, se fossem divididas diversas vezes até se obter uma parte diminuta, resultaria em uma mesma matéria. O mesmo ocorria, por exemplo entre espada e corrente. Desta forma, começa a surgir a teoria atômica, que afirmava que tudo o que havia na natureza, se dividido na menor parte possível, chegaria a uma matéria primordial da qual tudo o que existia era feito. Tal matéria recebia o nome de "indivisível" ou átomo (do grego a = não, tomo = divisão).
Começou então uma corrida para descobrir que material era esse tal átomo. A discussão chegou a propôr algumas soluções. Por exemplo a água, pois da água se faz ar (vapor de água) se faz blocos sólidos (gelo), etc. Mas da água seria impossível criar, por exemplo fogo. Outra corrente propunha que o átomo ou elemento primordial fosse o ar, pois ele poderia ser condensado, formando água (não diferenciavam vapor de água de ar) e poderia ser "transformado" em fogo (uma vez que, se tirassem o ar do fogo, ele se apagaria, desconheciam, obviamente, o princípio comburente do oxigênio, que seria descoberto mais de mil anos depois).
O fato é que um filósofo grego de nome Empédocles, de Agrigento propôs uma solução diferente, onde havia quatro elementos primordiais, e não somente um. Esses quatro elementos seriam: Terra, Água, Ar e Fogo. Eles nunca se misturavam com o seu oposto (terra - ar) (fogo - água) mas poderiam misturar-se entre si, como água e terra formava argila, que formaria tijolos, e assim por diante. Ou água e ar formavam "nuvem" que formava os raios, etc.
Esse sistema acaba sendo ampliado por outros filósofos como Euclides, de Alexandria, que propõe que os quatro elementos tenderiam, pela natureza a se agrupar em esferas. Desta forma a esfera mais pesada ficaria no centro, uma esfera de terra. Após essa uma esfera de água a envolvendo, uma esfera de ar envolvendo essa e por fim uma esfera de fogo envolvendo as demais.
A esfera de terra no centro é o nosso planeta (de onde sabiam que a terra era redonda), a esfera de água os oceanos e mares, a esfera de ar a nossa atmosfera, e por fim a esfera de fogo teria se transformado em um grande bloco de fogo de um lado, o sol, e um bloco pequeno com vários pontos de fogo do outro: A lua e as estrelas. Esse círculo de fogo (estrelas e sol) girariam em torno dos outros círculos, a Terra.
Havia apenas sete pequenos problemas nesse sistema, e eles é que permitiram que o sistema geocêntrico fosse desacreditado. Sete "estrelas" não giravam na mesma velocidade das demais, e por isso foram chamadas de "andarilhos" ou planetas.
Os sete planetas (astros errantes), na ordem de distância à Terra, eram: a Lua, Mercúrio, Vênus, Sol, Marte, Júpiter e  Saturno. Eles tinham, na tradição grega, nomes associados aos principais deuses. Abaixo vê-se uma lista onde há, na primeira coluna, o nome em português (este derivado do correspondente nome em latim), e na segunda o correspondente nome em grego. Na terceira coluna há uma explicação sobre a deidade homenageada.
- Terra - Gaia - Deusa primordial da Terra
- Lua - Selene - Irmã gêmea do deus Hélios, o Sol. É também associada à deusa Ártemis.
- Mercúrio - Hermes - mensageiro dos deuses (é o planeta com movimento mais rápido no céu)
- Vênus - Afrodite - deusa do amor e da beleza (é o mais luminoso, portanto o mais bonito no céu)
- Marte - Ares - deus da guerra e da tragédia (é o mais vermelho)
- Júpiter - Zeus - soberano dos deuses. Pai de Ares, Hermes e Afrodite (é o maior)
- Saturno - Cronos - titã do tempo e pai de Zeus (é o planeta com movimento mais lento)

Repare-se que não havia nenhuma menção a Urano e Netuno. Esses planetas do Sistema Solar não podem ser observados ao olho nu, e só foram descobertos depois da invenção do telescópio no começo do século XVII. Por uma questão de tradição da antiguidade greco-romana, os astrônomos seguiram o padrão de nomenclatura: Urano é a representação do próprio céu, e Netuno (Posídon) é o deus dos mares (assim batizado pela sua coloração azul). O mesmo se pode dizer de Plutão (Hades), deus do mundo inferior, apesar de atualmente a União Astronômica Internacional de Paris não considerá-lo mais como um planeta.

## Modelo Ptolomaico

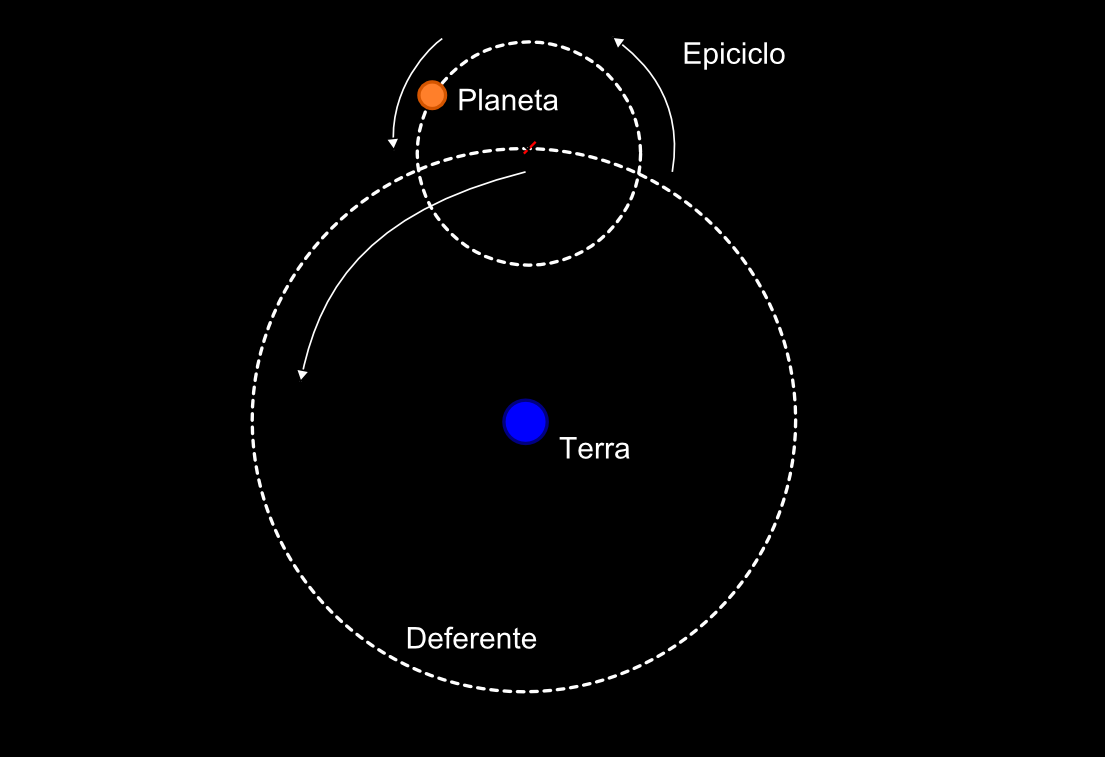
Segundo o modelo ptolomaico, cada planeta gira em órbita circular em torno de um ponto imaginário denominada epiciclo; e o epiciclo revolve ao redor da Terra em órbita também circular, o deferente.

Ptolemeu, filósofo alexandrino que viveu entre os anos 90 d.C. e 168 d.C., lançando mão de epiciclos e deferentes, foi o primeiro astrônomo a estabelecer um modelo geocêntrico com precisão razoavelmente acurada a fim de descrever os movimentos dos planetas no firmamento conforme inferidos a partir da Terra (ver vídeo), contudo seu modelo ainda carecia de um ponto fundamental: a causa física para tais movimentos. À parte seus defeitos, o modelo de Ptolomeu foi prontamente assimilado e difundido pelas sociedades da Idade Média. Esse sistema se mostrou muito favorável a teologia da Igreja Católica e, por isso mesmo, ele sobreviveu praticamente intacto por treze séculos. O geocentrismo só veio a ser efetivamente contestado a partir do julgamento do astrônomo e físico italiano Galileu Galilei, já no século XVII. E de fato, foi apenas no século XVIII que o estudo mais aprofundado da mecânica e dos corpos celestes demonstrou definitivamente que o geocentrismo havia sido um engano perpetuado por mais de milênio.
Um sistema muito mais simples e elegante - fisicamente embasado pela teoria da mecânica - é desde o século XVIII o cientificamente escolhido para se analisarem os movimentos dos planetas e o sistema solar: o sistema heliocêntrico, ou heliocentrismo (de fato, um dele derivado). Embora a ideia não lhe fosse original, Nicolau Copérnico foi o primeiro a estabelecer um modelo heliocêntrico aceitável. Seu modelo encontra-se publicado em De revolutionibus orbium coelestium (1543). Contudo, com precisão empírica não muito melhor do que a fornecida por Ptolomeu, seu sistema ainda deixava muito a desejar. O modelo foi apreciavelmente melhorado pelo astrônomo alemão Johannes Kepler, que, debruçado sobre meticulosos dados coletados por Tycho Brahe ao longo de 20 anos de sua vida, abandonou a ideia de órbitas circulares e construiu um modelo centrado no sol com os planetas revolvendo em órbitas elípticas ao redor desse. 
As Leis de Kepler encontram-se publicadas em "Astronomia Nova" (1609). A precisão empírica mais acurada levou o seu modelo a ser rapidamente aceito entre os eruditos, e entre estes, coube ao grande físico inglês Isaac Newton a responsabilidade de estabelecer a razão física de ser do modelo estabelecido por Kepler: a gravidade. A lei da gravitação universal foi publicada, juntamente com as três leis da dinâmica, em Princípios Matemáticos da Filosofia Natural (1687). Newton nasceu no ano da morte de Galileu, que outrora acabara no banco dos réus frente à Inquisição por, entre outros, ser o primeiro a efetivamente apresentar fatos contundentes contra o geocentrismo. Entre outros, Galileu foi o primeiro a verificar a existência de objetos gravitando outro corpo celeste que não à terra ao observar pela primeira vez luas orbitando Júpiter (1610). A rotação da terra sobre si só veio contudo a ser estabelecida definitivamente em 1851, creditando-se tal demonstração a Jean Bernard Léon Foucault e seu pêndulo.
Embora há muito se saiba que o Sol não é o centro do universo e sim apenas mais uma estrela entre tantas outras, as regras primariamente encontradas no modelo de universo heliocêntrico baseado na gravitação universal são até hoje utilizadas no concernente à exploração espacial, e o modelo Ptolemaico não encontra lugar hoje no meio científico a não ser nos livros de história da ciência. Contudo, embora em desuso, o modelo de Ptolomeu, em termos de descrição empírica, é razoavelmente condizente com o que de fato se observa quando se está em um referencial atrelado à Terra - o referencial naturalmente assumido pelo senso comum (o que justificava à época o sucesso do modelo). 
Uma inspeção do sistema solar a partir do polo norte do sistema, com a terra mantida fixa ao centro, demonstra ao menos visualmente a compatibilidade entre o modelo de Ptolomeu e a realidade das trajetórias geocêntricas dos planetas (ver vídeo). Centrando-se a terra, os planetas de fato se movem em trajetórias em muito compatíveis com as imaginadas por Ptolemeu, ou Ptolomeu, há dois milênios atrás, e nesses termos, embora o seu modelo tenha sido descartado para fins científicos, o mérito de Ptolemeu ao desvendá-las certamente não pode ser descartado.